# Conacul urban Catargi
Conacul urban Catargi⁠ este un monument istoric și de arhitectură de însemnătate națională din orașul Chișinău, inclus în Registrul monumentelor ocrotite de stat din Republica Moldova.

## Istoric
Conacul a fost ridicat între anii 1853-1854, conform proiectului arhitectului O. Gaschet. Anterior, pe acest loc se afla o casă deținută de căminarul Iordache Petre Catargi (1797–1871). În anii interbelici conacul a fost sediul unui obiectiv al Ministerului Apărării Naționale. Clădirea a avut de suferit în timpul celui de-al doilea război mondial, fiind refăcută în 1948 după imagini vechi. Fațada conacului a fost restaurată în anii 2010.

## Descriere
Fațadele au o arhitectură în stil eclectic cu schemă compozițională clasicistă. Au fost folosite și elemente ale arhitecturii gotice, baroce și ale Orientului Apropiat (empire turque).
Conacul este compus din casa principală (litera A), un corp de casă (litera B), un corp de casă de locuit (litera C) și unul gospodăresc (litera D). Ansamblul este înconjurat de un gard din piatră cu un portal al intrării de onoare și o poartă din partea străzii Eugen Doga. Zidul de incintă poartă un decor din repetarea unor cercuri cu patru lobi. Poarta originală a dispărut.

### Litera A

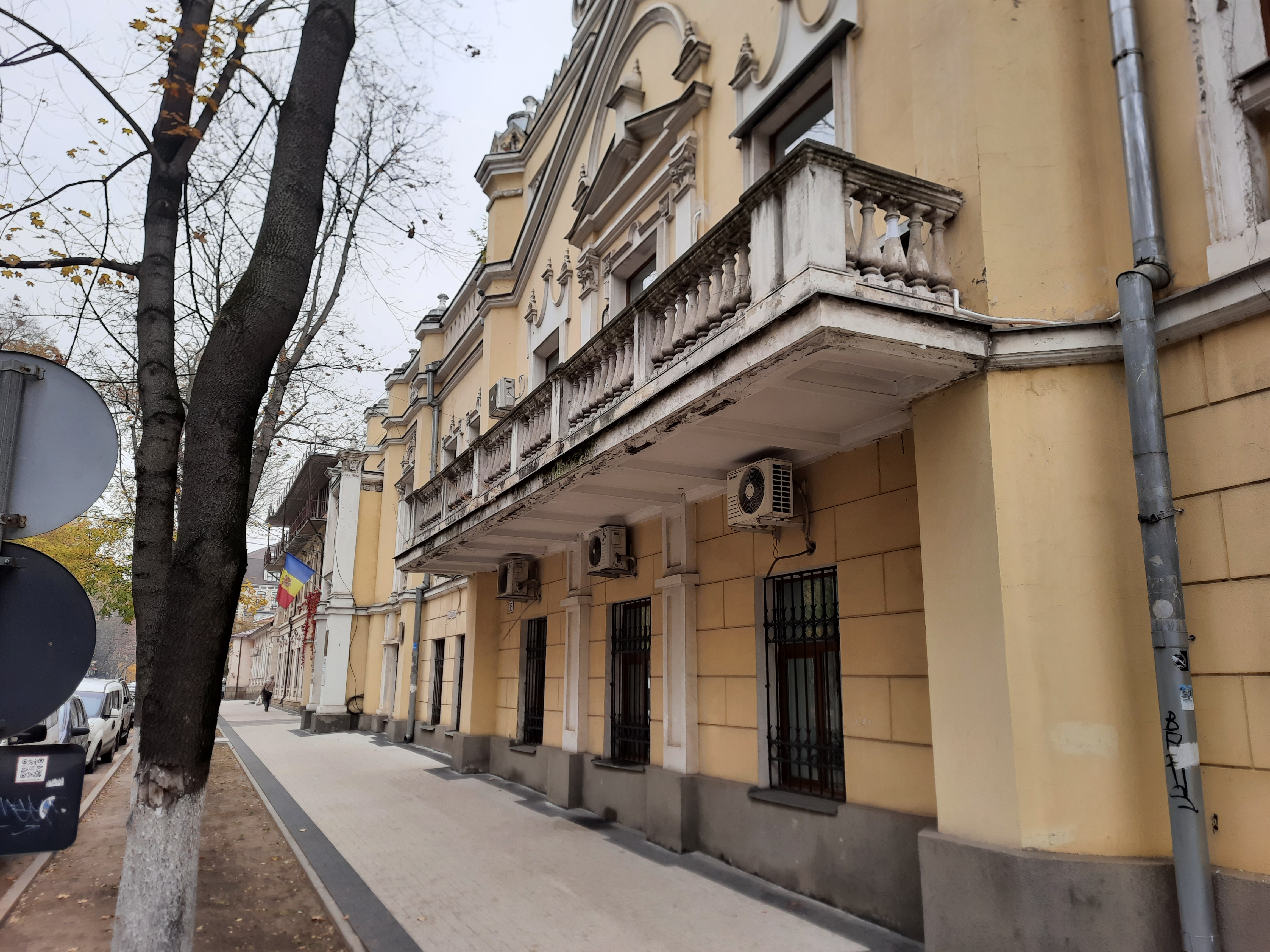
Balconul de pe fațada principală

Clădirea conacului este aliniată străzilor Columna și Eugen Doga, cu fațada principală orientată spre Columna. Are două etaje, cu fațadele tencuite neted. În partea curții relieful este în cădere, de aceea a fost amenajată o terasă ridicată parțial pe un subsol, rămas probabil de la construcția anterioară.
Fațada principală are o compoziție simetrică, cu un rezalit central și două laterale. În rezalitul central, la al doilea etaj se află un balcon alungit, cu baluștri, care devine accentul fațadei principale; acesta este dominat de o imitație de fronton, deasupra căruia se ridică un atic în trepte, cu un coronament cu o configurație plastică de volute. Coronamentele ferestrelor au diferite soluții plastice, cu cornișe în segment de arc și cu frontoane triunghiulare, unde domină motivele orientale. Spațiile de sub pervazurile ferestrelor sunt decorate cu baluștri de aceleași tip ca ale balconului. Lesene semioctogonale, care corespund pereților interiori ai structurii planimetrice, decorează fațadele orientate spre stradă.

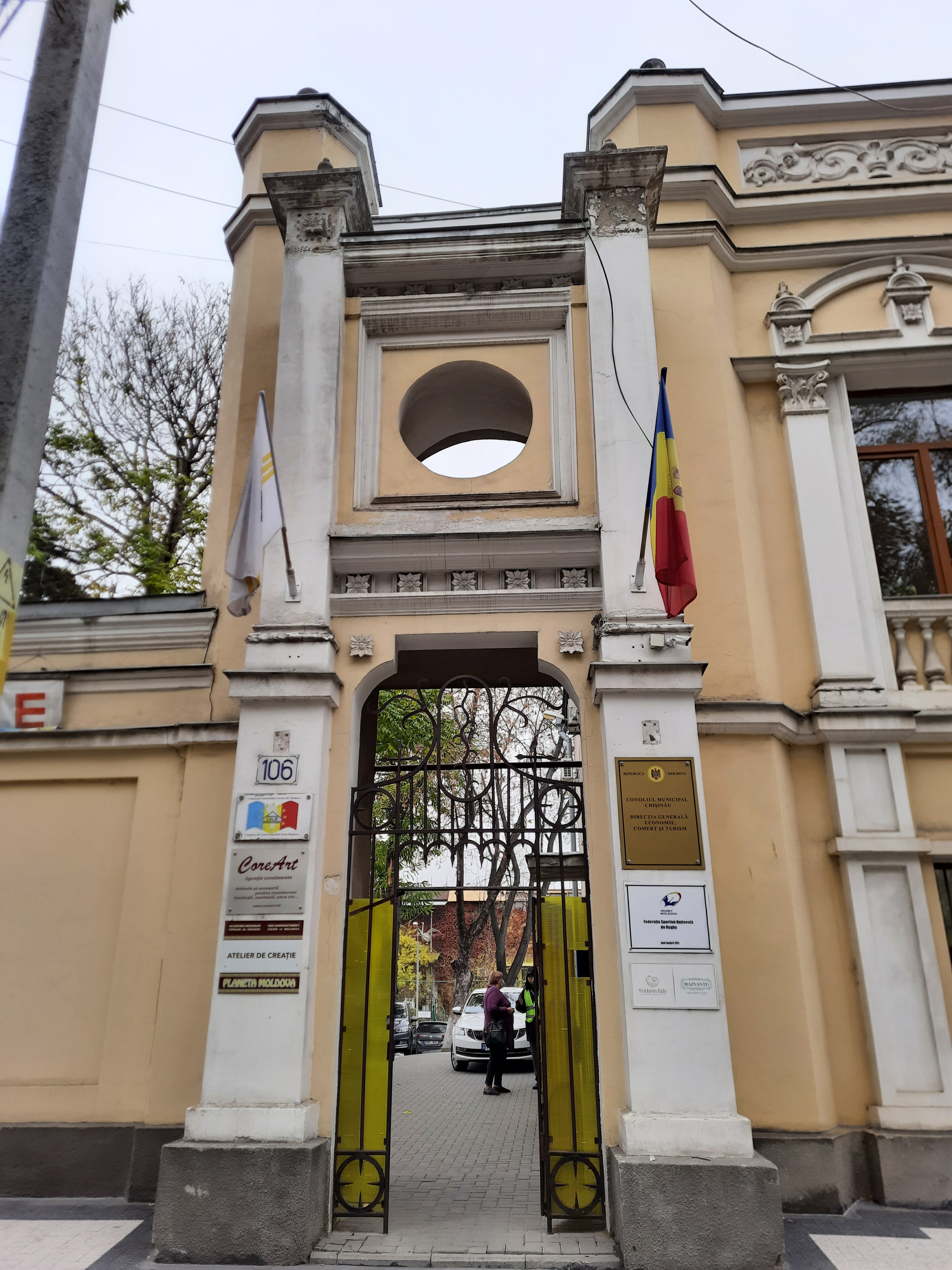
Portalul de intrare

Intrarea în curte se face printr-un portal înalt, cu arhitectură similară casei. Legătura dintre parter și etaj se efectua prin două scări, legate de intrările în casă prin intermediul unor antreuri alungite, fiecare cu câte un hol pătrat.

### Litera B
Acest corp de casă a fost construit de ginerele lui Catargi, colonelul în rezervă S.S. Mazarachi-Debolțev. Este o casă cu un nivel, aliniată străzii Columna. Paramentul fațadei clădirii este în zidărie aparentă din piatră prelucrată, dispusă în asize cu alternarea a două nuanțe. Fațada avea 7 axe: un gol de ușă, amplasat lateral, și șase ferestre. Intrarea avea loc printr-un portic angajat, protejat de o copertină din metal, susținută de console din fier forjat. Ferestrele aveau ancadramente din piatră prelucrată, cu cornișe triunghiulare, cu detalii decorative eterogene: clasice, orientale și populare. În anii 1990, clădirea a fost înălțată cu un etaj și cu o mansardă.

### Litera C
Corpul de casă aliniat cu fațada îngustă la strada Eugen Doga este ridicat pe un subsol înalt. Fațadele sunt decorate cu ancadramente în care sunt evidențiate cheile de boltă.